# René Enríquez
René Enríquez (ur. 24 listopada 1933 w Granadzie, zm. 23 marca 1990 w Tarzana) – amerykański aktor.
Odtwórca roli porucznika Raya Calletano w serialu policyjnym NBC Posterunek przy Hill Street (1981–1987).

## Życiorys
Urodził się w Granadzie w Nikaragui jako syn Rosy Emilii (z domu Castillo) i Andresa. Jego ojciec był biznesmenem i politykiem. Był bratankiem generała Emiliano Chamorro, byłego prezydenta Nikaragui. Uczęszczał do San Francisco College i Uniwersytetu Stanowego w San Francisco. Służył w United States Air Force podczas wojny koreańskiej. W latach 1958–1960 studiował w American Academy of Dramatic Arts w Nowym Jorku.
W 1960 debiutował na scenie off-Broadwayowskiej w roli A. Ratta w przedstawieniu Camino Real Tennessee Williamsa, wystawianym trzydzieści pięć razy. Po raz pierwszy trafił na ekran jako Ricardo w dramacie Dziewczyna nocy (Girl of the Night, 1960) z Anne Francis. W 1965 wystąpił na Broadwayu w sztuce Diamentowa orchidea. W 1975 powrócił na Broadway w roli Carlosa w musicalu Ładunek ciężarówki.
Zmarł 23 marca 1990 w Tarzana, dzielnicy Los Angeles w Kalifornii w wieku 56 lat. Oryginalne doniesienia, takie jak jego nekrolog w „The New York Times” opublikowany 28 marca 1990, informowały, że Enríquez zmarł na raka trzustki. Jednak po opublikowaniu aktu zgonu ujawniono, że przyczyną śmierci Enríqueza były powikłania wynikające z AIDS. Jak doniesiono w odcinku Entertainment Tonight z 1992, nie było to zaskoczeniem dla jego kolegi z Posterunku przy Hill Street, Charlesa Haida, ponieważ Enríquez wyjawił Haidowi prawdziwą naturę swojej dolegliwości przed śmiercią.

## Filmografia

### Filmy
- 1971: Bananowy czubek jako Diaz
- 1973: Serpico jako nauczyciel Cervantesa (niewymieniony w czołówce)
- 1975: W mroku nocy – głos (niewymieniony w czołówce)
- 1983: Pod ostrzałem jako prezydent Anastasio Somoza Debayle

### Seriale
- 1975: Sierżant Anderson jako porucznik Agoura
- 1978: Aniołki Charliego jako Faris Salim
- 1980: Barnaby Jones jako Juan Diavalos
- 1981–1987: Posterunek przy Hill Street jako porucznik Ray Calletano / kapitan Ray Calletano
- 1984: Masquerade jako Raul Cienfuegos